# برندا ده بنزی
برندا ده بنزی (انگلیسی: Brenda De Banzie؛ ۲۸ ژوئیهٔ ۱۹۰۹ – ۵ مارس ۱۹۸۱) یک هنرپیشه اهل بریتانیا بود. وی بین سال‌های ۱۹۵۱ تا ۱۹۷۱ میلادی فعالیت می‌کرد.
از فیلم‌ها یا برنامه‌های تلویزیونی که وی در آن نقش داشته است می‌توان به ۳۹ پله، دکتر در دریا، مردی که زیاد می‌دانست، پلنگ صورتی، نشان، سرگرم شدن، انتخاب اضطراری(انتخاب هابسن) اشاره کرد.